# Ric Grech
Richard Roman Grech, noto con il nome di Ric Grech, detto Ric (Bordeaux, 1º novembre 1946 – Leicester, 16 marzo 1990), è stato un bassista e polistrumentista britannico, già membro dei Traffic, Blind Faith, Family, Ginger Baker's Air Force, KGB e Gram Parsons.

## Carriera
Ha studiato alla Corpus Christi School di Leicester violino e strumenti a corda in genere, diventando rapidamente un polistrumentista di professione.
Ha dapprima suonato il violino nell'orchestra del college, nel 1965 si è poi unito al gruppo di rock progressivo inglese dei Family, sostituendo Tim Kirchin. Il suo sound si distingue per la ritmica corposa del basso e per le sezioni aggiunte di violoncello e violino registrate in studio nei due album in cui ha partecipato come membro del gruppo.
Nella primavera del 1969, con gli ex Cream, Eric Clapton e Ginger Baker, ed il polistrumentista Steve Winwood viene chiamato a coprire il ruolo di bassista nel supergruppo dei Blind Faith registrando in studio l'unico album del gruppo, poi considerato deludente da parte della critica, ma ben accolto dal pubblico.
Dal 1970 al 1972 suona con i Traffic, ma per i continui abusi di alcool e droga viene allontanato da Winwood e i suoi compagni.
Grech è rimasto attivo suonando come session-man con Rod Stewart, Ronnie Lane e Muddy Waters Ha lavorato anche con Rosetta Hightower, i The Crickets e Gram Parsons.
Fece poi un paio di tentativi per rientrare nel mondo del rock cercando di formare due gruppi rock, entrambi falliti.
Durante il 1973-74, ha suonato con The Crickets, band di supporto di Buddy Holly.
Nel 1973 la RSO Records di Robert Stigwood pubblica l'unico album a suo nome, The Last Five Years che contiene canzoni scritte da Grech e registrate con i Family, Blind Faith, Traffic, Ginger Baker's Airforce ed altri fra il 1968 ed il 1973.
Nel 1974 è entrato nei KGB, gruppo composto da Grech al basso, Mike Bloomfield alla chitarra, Carmine Appice alla batteria, Barry Goldberg alle tastiere e Ray Kennedy alla voce. Lo stesso anno, subito dopo la pubblicazione da parte del gruppo dell'album omonimo, Grech e Bloomfield uscirono dalla band, affermando di non aver fiducia nel progetto, ma anche per la tiepida accoglienza del loro lavoro.
Grech si ritirò 1977 ritornando a Leicester dove morì, nel 1990, all'età di 43 anni, per insufficienza renale ed epatica, causate dall'alcolismo.